# Corytoplectus
Corytoplectus es un género con nueve especies de plantas herbáceas perteneciente a la familia Gesneriaceae. Es originario de América.
El género , reinstituido por Wiehler, está estrechamente vinculado al género Alloplectus, del cual difiere en la inflorescencia que es  erecta en forma de umbela y el fruto que es una  baya.

## Descripción
Son hierbas de hábitos terrestres con tallo sufrútice o carnoso . Las hojas son opuestas. Las inflorescencia son axilares  en cimas erectas, con varias a muchas flores , formando umbelas. Sépalos iguales. Corola erguida en el cáliz , tubular con alguna inflación. El fruto es una baya translúcida y globosa   con semillas de color negro .  El número de cromosomas : 2n = 18.

## Distribución y hábitat
Se dsitribuyen por las elevaciones más altas de la Cordillera Occidental (de Bolivia a Panamá y la costa de Venezuela) , y en las tierras altas de Guayana, donde se encuentran, sobre todo,  en las nebliselvas  en las elevaciones altas .

## Etimología
El nombre del género deriva del griego κωρυς ,  kōrys = casco , o (menos probable κωρυτος ) ,  kōrytos (latin corytus) = bolsa de cuero , carcaj y πλεκτος ,  plectos = plegado , doblado , lo que significa que los lóbulos del cáliz parecen cascos o bolsas.

## Especies
| - Corytoplectus capitatus - Corytoplectus congestus - Corytoplectus cutucuensis - Corytoplectus deltoideus - Corytoplectus latifolius | - Corytoplectus pulcher - Corytoplectus riceanus - Corytoplectus schlimii - Corytoplectus speciosus |